# Карандаші (Нижньогородська область)
Карандаші (рос. Карандаши) — присілок в Варнавинському районі Нижньогородської області Російської Федерації.
Населення становить 5 осіб. Входить до складу муніципального утворення Богородська сільрада.

## Історія
Від 2009 року входить до складу муніципального утворення Богородська сільрада.

## Населення
1. Н/Д[2]